# يحيى بن عبد العزيز اليحيى
يحيى بن عبد العزيز اليحيى من قارئي القرآن الكريم ومن أئمة المساجد في المملكة العربية السعودية، من مواليد بريدة في منطقة القصيم عام 1380 هـ، تتلمذ على يدد عدد من العلماء منهم : عبد العزيز بن باز وابن عثيمين و عبد الله بن محمد الدويش، تنقل وأرتحل بين بريدة ثم الرياض، ثم انتقل للسكن في المدينة النبوية، عمل بالتدريس في التعليم، ثم تفرغ بعدها لتحفيظ السنة والتدريس في المسجد النبوي الشريف، ويشغل المشرف العام على دورات حفظ السنة في الحرمين.

## التعليم النظامي
- البكالوريوس في أصول الدين عام 1986م - 1407هـ من جامعة الإمام محمد بن سعود الإسلامية.
- البكالوريوس في الفيزياء والتربية من جامعة الملك سعود عام 1982م - 1403 هـ.[2]

## مشايخه
- الشيخ عبد العزيز بن عبد الله بن باز.
- الشيخ محمد بن صالح العثيمين.
- الشيخ عبد الله بن محمد الدويش.
- الشيخ حمود بن عبد الله العقلا.
- الشيخ محمد بن صالح المنصور.[2]

## وصلات خارجية
- مصحف الشيخ يحيى عبد العزيز اليحيى في موقع طريق الإسلام
- مصحف الشيخ يحيى عبد العزيز اليحيى في موقع محبي محمد صديق المنشاوي